# 懷特斯通 (阿拉斯加州)
懷特斯通（英語：Whitestone）是位於美國阿拉斯加州東南費爾班克斯人口普查區的一個人口普查指定地區。根據2010年美國人口普查，該地共人口97人，而該地的面積約為18.30平方千米。

## 地理
懷特斯通的座標為64°09′10″N 145°54′23″W / 64.15278°N 145.90639°W，而該地的平均海拔高度為300米（即984英尺）。